# Martijn van Dam
Martinus Hendricus Petrus (Martijn) van Dam (Zoetermeer, 1 februari 1978) is een Nederlands bestuurder en voormalig politicus. Hij was van november 2015 tot en met augustus 2017 staatssecretaris van Economische Zaken in het kabinet-Rutte II. Eerder was hij van 2003 tot 2015 lid van de Tweede Kamer der Staten-Generaal. Van Dam is lid van de Partij van de Arbeid (PvdA). Van 2017 tot 1 november 2022 was hij lid van de Raad van Bestuur van de Stichting Nederlandse Publieke Omroep (NPO). Sindsdien is hij bestuurder bij de Stichting Nederlandse Datakluis. 

## Loopbaan
Van Dam studeerde Technische Bedrijfskunde in Eindhoven en werkte van eind 2002 tot januari 2003 bij elektronicabedrijf Philips. Hij ging er aan de slag op de IT-afdeling van de lichtdivisie.
Voordat Van Dam in de Tweede Kamer terechtkwam, was hij onder meer voorzitter van de Jonge Socialisten in Eindhoven. In 1998, 20 jaar oud, trad hij toe tot de gemeenteraad van Eindhoven. Hij was toen nog student technische bedrijfskunde. In 2001 werd hij er fractievoorzitter en lid van het partijbestuur van de landelijke PvdA. Een jaar later werd hij voor de PvdA in Eindhoven lijsttrekker bij de gemeenteraadsverkiezingen.

### Kamerlid
Van Dam werd bij de Tweede Kamerverkiezingen 2003 gekozen in het parlement. Hij stond 41ste op de kandidatenlijst en kreeg 1.737 voorkeurstemmen. Op 30 januari 2003 werd hij beëdigd. Tot 2006 was hij het jongste parlementslid. Als Kamerlid was hij namens zijn fractie woordvoerder op de beleidsterreinen integratie, media en Nederlands-Antilliaanse en Arubaanse zaken. Van Dam stelde diverse malen Kamervragen over de ontslagzwendel in de IT-sector, die in 2003 op grote schaal plaatsvond.
Op 19 december 2005 werd Van Dam door de parlementaire pers gekozen tot politiek talent van het jaar. 'Retorisch begaafd, een scherp debater, met lef en originaliteit', was de beoordeling.
Van Dam diende in 2006 met Ferd Crone een initiatiefwetsvoorstel in over betere bescherming tegen stilzwijgende verlenging van abonnementen. De wet maakt het makkelijker een abonnement op te zeggen en mag een abonnement opzeggen niet moeilijker zijn dan het afsluiten ervan. De opzegtermijn wordt maximaal een maand. Voor kranten en tijdschriften is een uitzondering gemaakt. Die mogen een opzegtermijn van drie maanden hanteren. Van Dam noemt het belang van kranten voor de Nederlandse democratie en samenleving als een van de redenen daarvoor. Bedrijven worden door de wet verplicht om hun klanten tijdig te informeren over een aanstaande verlenging van hun abonnement of lidmaatschap. De wet (Wet-Van Dam) ging in op 1 december 2011.

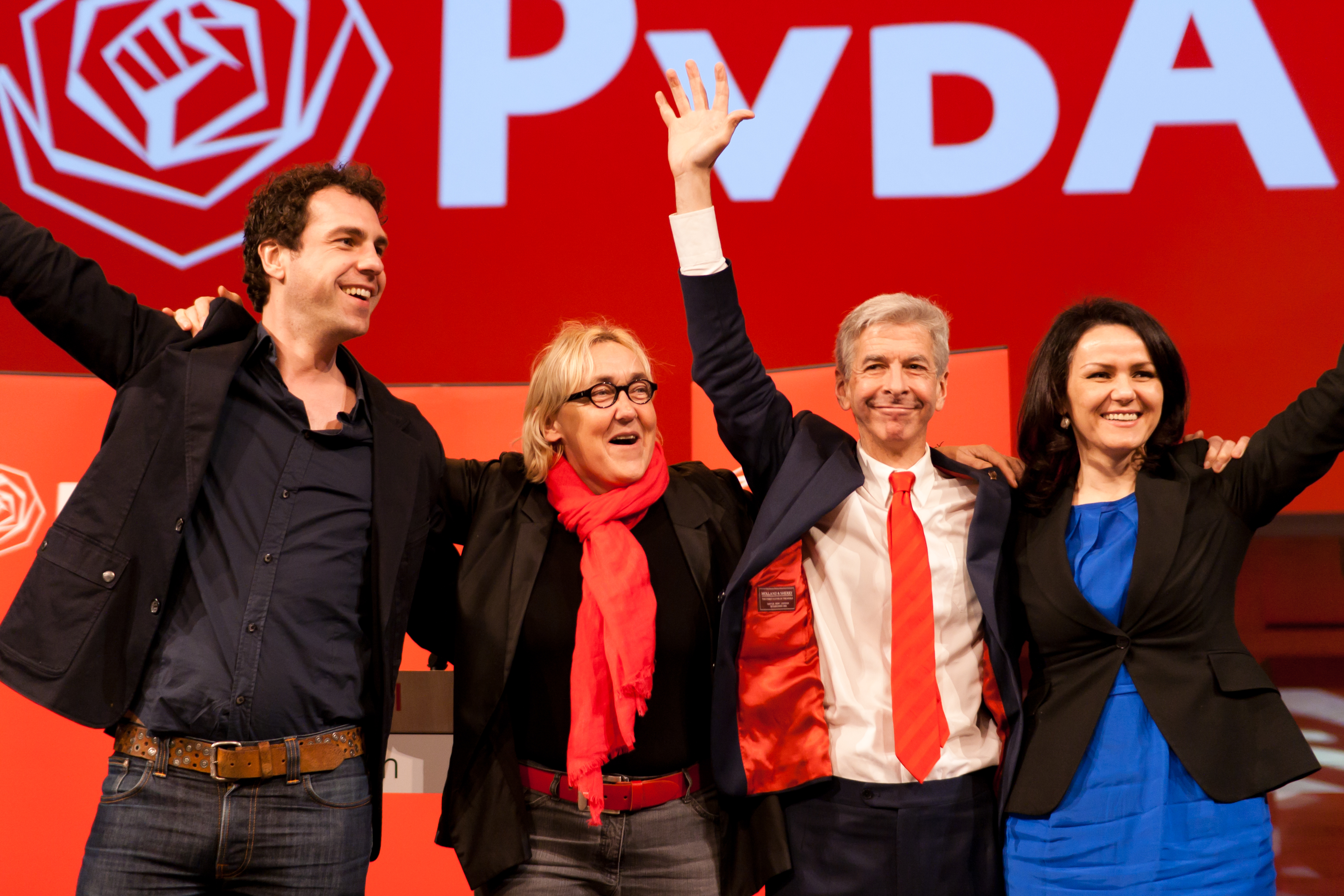
Van Dam (links) met de andere drie kandidaten die de ledenraadpleging om het partijleiderschap verloren.

Bij de Tweede Kamerverkiezingen van november 2006 stond hij negende op de kieslijst en behaalde 3.497 voorkeurstemmen. Na de verkiezingen en de kabinetsformatie werd hij de buitenlandwoordvoerder van de PvdA-fractie. Vanaf maart 2007 tot 12 oktober 2010 was hij lid van het fractiebestuur van de PvdA-fractie. In september 2009 was hij samen met ChristenUnie-collega Joël Voordewind indiener van de motie die een einde maakte aan de missie Task Force Uruzgan. De PvdA-bewindslieden stapten in februari 2010 uit het kabinet-Balkenende IV, omdat het CDA voorstander bleef van een verlenging.
Van Dam is de initiatiefnemer van het bel-me-niet-register dat op 1 oktober 2009 werd opgericht. Het doel van dit register is het verminderen van irritatie bij consumenten over telemarketing. Consumenten kunnen hun telefoonnummer inschrijven in het bel-me-niet register. Daarna mogen bedrijven hen niet meer benaderen met een telefonisch aanbod.
Bij de Tweede Kamerverkiezingen 2010 stond Van Dam als dertiende op de kandidatenlijst. Hij kreeg 1.772 voorkeurstemmen. In maart 2011 deed Van Dam het voorstel om een journalistiek 'keurmerk' in te stellen voor tv-actualiteitenrubrieken die in zijn ogen niet altijd objectief zijn. Van Dam wilde de programma's toetsen aan journalistieke basiscriteria, zoals objectiviteit.
Op 22 februari 2012 stelde Van Dam zich als eerste kandidaat voor de ledenraadpleging betreffende de opvolging van Job Cohen als politiek leider van de PvdA en fractievoorzitter in de Tweede Kamer. Met 3,9% van de stemmen, werd hij vierde van de vijf kandidaten. Diederik Samsom won. Bij de Tweede-Kamerverkiezingen op 12 september 2012 stond hij als zevende op de kieslijst. Hij kreeg 4.531 voorkeurstemmen.

### Staatssecretaris van Economische Zaken
Van Dam wilde na de Tweede Kamerverkiezingen staatssecretaris worden, maar werd uiteindelijk vicevoorzitter van zijn fractie. Op 2 oktober 2015 pleitte hij in een interview met het Algemeen Dagblad voor een vierdaagse werkweek, iets dat de PvdA zes jaar eerder ook al wilde.
Op 3 november 2015 werd Van Dam beëdigd als staatssecretaris van Economische Zaken in het kabinet-Rutte II, als opvolger van Sharon Dijksma die op haar beurt de afgetreden Wilma Mansveld opvolgde als staatssecretaris Infrastructuur en Milieu. Van Dam kreeg in zijn nieuwe functie te maken met chaos die ontstond rondom de invoering van fosfaatrechten. De onzekerheid die dit met zich meebracht werd zo groot dat banken de financieringen bevroren. De onzekerheid werd vergroot door de opeenstapeling van regels: verplichte mestverwerking, grondgebonden groei en invoering van fosfaatrechten.

### Bestuurder NPO en Stichting Nederlandse Datakluis
Per 1 september 2017 stapte Van Dam uit de politiek en werd lid van de Raad van Bestuur van de NPO. Binnen de Raad van Bestuur was hij verantwoordelijk voor technologie en innovatie. Per 1 november 2022 maakte hij de overstap naar de Stichting Nederlandse Datakluis, waar hij ook bestuurder van werd. De stichting probeert sturing te geven aan een samenwerking tussen Talpa Network, RTL Nederland, NPO, Mediahuis en DPG Media op het gebied van een decentrale data-infrastructuur.
- Parlement.com: vge7dtphhmyi